# Lycium eenii
Lycium eenii là loài thực vật có hoa trong họ Cà. Loài này được S. Moore mô tả khoa học đầu tiên năm 1908.